# Bilal Philips
Abu Ameenah Bilal Philips (født 7. januar 1947, født Dennis Bradley Philips) er en moderne sunnimuslimsk islamisk prædikant, lærer, foredragsholder og forfatter bosat i Qatar. Han optræder på Peace TV som er en 24 timers islamisk tv-kanal, som bliver sendt i mange lande i verdenen. Ifølge Steven Emerson, administrerende direktør for Project on Terrorism, følger han en stærk anti-vestlig dagsorden og er forbundet med radikale islamister. Dog er han aldrig blevet dømt ved EU-domstolen, hvilket påstanden antyder.

## Philips i Danmark
Under hans foredrag til en konference i ungdomsafdelingen i Islamisk Trossamfund den 17. april klokken 15.00 i Korsgadehallen om Islamofobi, som har inviteret ham, er han kendt for en række kontroversielle holdninger. Bl.a. er han fortaler for at sex udenfor ægteskabet skal straffes med 200 piskeslag, dødsstraf for homoseksuelle, at selvmordsbombning er en legitim kampform, at man må slå sin kone og at aids er guds straf til de homoseksuelle, hvilket er hovedårsagen til at Dansk Folkeparti har ønsket at give ham indrejseforbud i Danmark, ligesom det bl.a. er blevet gjort i USA, Australien og i Storbritannien i 2010. Socialdemokraterne frygter da også at han vil inspirere til drab på homoseksuelle, hvilket har fået Lars Aslan Rasmussen til at klage til Københavns kulturborgmester Pia Allerslev. Samtidig mener de. at dansk folkepartis strategi er forkert da de mener at et indrejseforbud vil gøre ham til en helt. Islamisk Trossamfund har senere fortrudt at de havde inviteret ham til landet og mener, at det var en fejl at invitere Bilal. Islamisk Trossamfund har afvist at forholde sig til et krav fra Søren Pind om at tage afstand fra hans foredrag da deres talsmand Imran Shah afviser at islamisk trossamfund opfordrer til drab på
homoseksuelle. Foredraget har udløst voldsomme demonstrationer i København hvor han bl.a. beskyldes for at være en muslimsk fascist. Socialdemokraterne havde planer om at få stoppet konferencen eller at der minimum skal stilles som betingelse, at Philips ikke opfordrer til drab på homoseksuelle hvilket socialdemokraterne har fået afslag på da Københavns borgerrepræsentation ikke mener at der er nogen begrundelse for at han vil opfordre til det og Philips afviser også selv, at han opfordrede til drab på homoseksuelle, da som han sagde, at Danmark ikke er et muslimsk land. Philips har ikke kunne blive afvist indrejsetilladelse til landet da der ikke er nogen var nogen konkrete beviser på at han ville opfordre til uro, hvilket er imod det Dansk Folkeparti ønskede. Islamisk trosamfund udtaler selv at de ikke har været bekendt med noget af kritikken mod Philips ligesom han også selv benægter at opfordre til had mod homoseksuelle. Philip er senere også blevet nægtet indrejsetilladelse i Tyskland den 21. april og skal forlade landet senest den 23. april på grund af tidligere udtalelser sammen med Pierre Vogel, da den tyske regering frygtede at det kunne føre til radikalisering af unge muslimer.

## Biografi

### Uddannelse
Dr. Philips blev født den 7. januar 1947 i Jamaica men voksede op i Canada, hvor han konverterede til Islam i 1972. Han modtog en Filosofi Kandidat fra Islamuniversitetet i Medina, og rejste derefter videre til Universitet i Wales i Storbritannien hvor han færdigjorde sin ph.d. i islamisk teologi i begyndelsen af 1990'erne. Philips kommer fra en familie af pædagoger, da begge hans forældre var lærer, og hans bedstefar var en kristen præst og bibellærd.

### Islamisk Informationscenter
I 1994 grundlagde han (og fortsætter med at lede) et islamisk informationscenter, der nu er kendt som Discover Islam i Dubai, Forenede Arabiske Emirater.

### Islamic Online University
The Islamic Online University (IOUD dansk: De Islamiske Online Universitet) er grundlagt af Dr. Bilal Philips. Han forudså en institution som ville give online intensiv, Bachelor, og kandidater kurser i Islamiske Studier fuldstændigt undervisnings frit. Universitetet tilbyder et fire årigt basis program.
IOUD blev endeligt lanceret i 2001 i Forenede Arabiske Emirater med et tilbud om nogle få kurser. Efter en fem år lang periode, blev de genstartet i 2007 fra Qatar med et stører tilbud af fuldstændig gratis korte kurser.

## Kontroverser
I et interview, anklagede Philips de australske autoriteter for blindt at følge Amerikanske beskyldninger, og ubegrundede falske beskyldninger og påstod at undersøgelser i Storbritannien, Canada og Australien ikke havde fundet nogen beviser, på at han på nogen måde var forbundet med terrorisme. I dette interview, pointerede han også at han ikke havde været i USA siden 1995. I april 2011 fik han indrejseforbud i Tyskland.
På en konference i Toronto i anledning af byens parade Pride Week den 23. juli 2011 gentog Philips sin holdning om at homoseksuelle der bliver taget på fersk gerning skal henrettes i de lande der er styret af islamisk lov.